# 해 뜨는 집
《해 뜨는 집》은 2002년 10월 21일부터 2003년 5월 16일까지 방영된 SBS 일일드라마이다.

## 방송 시간
| 방송 채널 | 방송 기간                          | 방송 시간                                     | 방송 분량 |
| --------- | ---------------------------------- | --------------------------------------------- | --------- |
| SBS TV    | 2002년 10월 21일 ~ 2002년 11월 1일 | 매주 월요일 ~ 금요일 저녁 8시 45분 ~ 9시 15분 | 30분      |
| SBS TV    | 2002년 11월 5일 ~ 2003년 5월 16일  | 매주 월요일 ~ 금요일 저녁 8시 50분 ~ 9시 20분 | 30분      |

## 기획 의도
강직한 육군 원사인 아버지 '두일'과 신분상승을 위해 편법을 일삼는 큰딸 '미희', 청초한 외모와 여린 성격을 지닌 둘째 딸 '연희'의 갈등을 중심으로 펼쳐지는 가족 이야기

## 등장 인물
- 추자현 : 정미희 역
- 장신영 : 정연희 역
- 오대규 : 강준태 역
- 김기섭 : 정두일 역
- 박혜숙 : 홍진숙 역
- 이병욱 : 장민우 역
- 김충렬 : 한정훈 역
- 남일우 : 강지호 역
- 여운계 : 김순녀 역
- 한영숙 : 고상희 역
- 전희주 : 장민영 역
- 이효정 : 도덕만 역
- 이종남 : 오미자 역
- 조혜련 : 한정림 역
- 이주나 : 서일화 역
- 전현 : 최진섭 역
- 신구
- 김동균
- 장호준
- 김혁 : 재호 역
- 남성진 : 태욱 역
- 박팔영
- 배도환
- 김광인: 26회 의사 역
- 박규점
- 박영지

## 결방
- 2002년 10월 29일 : 프로야구 플레이오프 3차전 <기아 타이거즈 VS LG 트윈스> 중계방송으로 인해 결방
- 2002년 11월 1일 : 프로야구 플레이오프 5차전 <LG 트윈스 VS 기아 타이거즈> 중계방송으로 인해 결방
- 2002년 11월 4일 : 프로야구 한국시리즈 2차전 <LG 트윈스 VS 삼성 라이온즈> 중계방송으로 인해 결방
- 2002년 11월 7일 : 프로야구 한국시리즈 4차전 <삼성 라이온즈 VS LG 트윈스> 중계방송으로 인해 결방
- 2002년 11월 22일 : <노무현, 정몽준 후보 합동 토론회> 편성으로 인해 결방
- 2002년 11월 26일 : <이회창 후보 연설> 편성으로 인해 결방
- 2002년 12월 3일 : 7시 55분부터 <제16대 대통령후보 초청 합동 토론회> 편성 때문에 SBS 8 뉴스는 10시 5분으로 이동했고 이 때문에 결방
- 2002년 12월 10일 : 7시 55분부터 <제16대 대통령후보 초청 합동 토론회> 편성 때문에 SBS 8 뉴스는 10시 5분으로 이동했고 이 때문에 결방
- 2002년 12월 16일 : 7시 55분부터 <제16대 대통령후보 초청 합동 토론회> 편성 때문에 SBS 8 뉴스는 10시 5분으로 이동했고 이 때문에 결방
- 2002년 12월 19일 : <제16대 대통령 선거 방송> 편성으로 인해 결방
- 2002년 12월 20일 : 8시부터 9시까지 특집 <SBS 8 뉴스> 편성으로 인해 결방
- 2002년 12월 31일 : 8시 40분부터 SBS 연기대상 편성으로 인해 결방
- 2003년 1월 31일 : 9시 55분부터 설 특선영화 <달마야 놀자>가 편성되어[2] <신동엽 남희석의 맨투맨>이 8시 45분으로 이동함에 따라 결방
- 2003년 2월 19일 : <대구지하철 참사> 추모특집 편성으로 인해 결방
- 2003년 2월 20일 : <대구지하철 참사> 추모특집 편성으로 인해 결방
- 2003년 3월 12일 : 7시부터 브라질 클럽축구 최강전 <안양 LG VS브라질 올스타> 중계방송 때문에 SBS 8 뉴스는 8시 55분으로 이동했고 이 때문에 결방
- 2003년 4월 10일 : 뉴스 특보 편성으로 인해 결방
- 2003년 4월 16일 : 6시 15분부터 한일 축구대표 평가전 중계 편성 때문에 SBS 8 뉴스는 8시 55분으로 이동했고 이 때문에 결방

## 참고 사항
- 300여 명을 대상으로 거쳐 오디션을 거친 끝에 추자현, 장신영이 캐스팅되었다. 추자현의 첫 주연작이었다.[3]
- 전원주가 캐스팅 물망에 한때 거론됐으나[4] 당시 출연 중이었던 뒷시간대 일일시트콤 대박가족 때문에 거절했고 이 탓인지 전작 <오남매>에 나왔던 중견 탤런트 이효정이 또다시 출연했다.[5]
- 조혜련(한정림 역)은 해당 드라마와 제목이 똑같았던 MBC <일요일 일요일 밤에>의 코너 시트콤[6] 출연진에 속한 장윤정, 개그맨 정재환과 함께 SBS <코미디 전망대>를 1997년 5월 19일부터 6월 24일 최종회까지 공동 진행했다.